# Bình cu
Bình cu (danh pháp khoa học: Trigastrotheca stricta) là một loài thực vật có hoa thuộc họ Bình cu (Molluginaceae), được Carl Linnaeus mô tả khoa học lần đầu tiên năm 1762 dưới danh pháp Mollugo stricta.
Loài M. pentaphylla L., 1753 cho tới gần đây thường được định nghĩa rộng để gộp cả M. stricta L., 1762. Tuy nhiên, Sivarajan & Usha (1983) lại cho rằng M. pentaphylla chỉ nên giới hạn cho một phần quần thể tại Ấn Độ và Sri Lanka, trong khi tên gọi M. stricta nên được phục hồi cho đơn vị phân loại có phân bố rộng. Phân tích của Thulin et al. (2016) với 2 mẫu vật từ Ấn Độ và Sri Lanka được hỗ trợ mạnh như là có quan hệ chị-em với phần còn lại, như thế là phù hợp với quan điểm của Sivarajan & Usha (1983) và vì vậy M. stricta đã được các tác giả phục hồi như là một loài khác biệt.
Các tài liệu về thực vật học tại Việt Nam phát hành trước năm 2016 vẫn đặt loài này dưới danh pháp Mollugo pentaphylla. Tuy nhiên, với việc phục hồi M. stricta = T. stricta thì quần thể có ở Việt Nam cần sửa lại danh pháp chính thức thành Trigastrotheca stricta.
Trigastrotheca stricta phổ biến rộng tại vùng nhiệt đới và cận nhiệt đới châu Á và Australia, và cũng được du nhập vào châu Phi và Nam Mỹ. Tại Ấn Độ và Sri Lanka, nơi cả T. stricta và T. pentaphylla cùng sinh tồn thì hai loài có thể dễ dàng phân biệt bằng hình dạng lá, ở chỗ các lá phía dưới của T. stricta có hình mũi mác tới elip hẹp và nhọn mũi trong khi các lá phía dưới của T. pentaphylla hình trứng ngược và tù mũi.